# Wapen van Munstergeleen

Wapen van Munstergeleen

Het wapen van Munstergeleen werd op 9 augustus 1897 verleend door de Hoge Raad van Adel aan de Limburgse gemeente Munstergeleen. Per 1982 ging Munstergeleen op in gemeente Sittard. Het gemeentewapen kwam daardoor te vervallen. Na de opheffing van gemeente Sittard in 2001 valt Munstergeleen nu onder gemeente Sittard-Geleen..

## Blazoenering
De blazoenering van het wapen luidde als volgt:
Gedeeld met een schildhoofd van goud, beladen met een dubbel slangenkopkruis van sabel (Sittard); I in azuur de H.Pancratius, gelaat, haar, handen en voeten van natuurlijke kleur, gekleed in eene Romeinsche toga van zilver, afgezet met boordsels van purper, aan de voeten sandaalriemen van het laatste, het hoofd omgeven door een nimbus van goud, op zijn borst de gouden bulla hangende aan een keten van goud, en in zijn rechterhand een zwaard van zilver met gouden gevest houdende; II in keel de H.Appolonia, gelaat en handen van natuurlijke kleur, gekleed in een gewaad met sluier van zilver, om het hoofd een nimbus van goud, houdende in de rechterhand een nijptang van zilver, in de linker een lauriertak van sinopel.
De heraldische kleuren zijn goud (goud of geel), sabel (zwart), azuur (blauw), zilver (wit), purper (paars), keel (rood), sinopel (groen) en natuurlijke kleuren.

## Geschiedenis
Het wapen is samengesteld uit het oude wapen van Sittard in de oorspronkelijke kleuren zwart op goud, en op afbeeldingen van beide parochieheiligen van de gemeente. Munstergeleen viel vroeger onder Sittard en kent daardoor geen eigen zegel of wapen waar zij zich op kon baseren bij de aanvraag om een gemeentewapen.

## Verwante wapens

wapen van Sittard